# 加尼特鎮區 (北達科他州迪瓦德縣)
加尼特鎮區（英語：Garnet Township）是位於美國北達科他州迪瓦德縣的一個鎮區。

## 地方資料
加尼特鎮區的面積為92.55平方千米，當中陸地面積為91.79平方千米，而水域面積為0.76平方千米。根據2020年美國人口普查的數據，當地共有人口31人，而人口密度為每平方千米0.33人。